# Uromunna hayesi
Uromunna hayesi is een pissebed uit de familie Munnidae. De wetenschappelijke naam van de soort is voor het eerst geldig gepubliceerd in 1978 door Paul B. Robertson.